# Немыд-Кременная
Немыд-Кременная — река в России, протекает в Чердынском районе Пермского края. Устье реки находится в 30 км по левому берегу реки Немыд. Длина реки составляет 10 км.
Исток реки на западных предгорьях Северного Урала в 14 км к северо-западу от посёлка Вижай. Река течёт на запад, затем на север среди холмов, покрытых таёжным лесом, в ненаселённой местности. Течение быстрое.

## Данные водного реестра
По данным государственного водного реестра России относится к Камскому бассейновому округу, водохозяйственный участок реки — Кама от водомерного поста у села Бондюг до города Березники, речной подбассейн реки — бассейны притоков Камы до впадения Белой. Речной бассейн реки — Кама.
По данным геоинформационной системы водохозяйственного районирования территории РФ, подготовленной Федеральным агентством водных ресурсов:
- Код водного объекта в государственном водном реестре — 10010100212111100006222
- Код по гидрологической изученности (ГИ) — 111100622
- Код бассейна — 10.01.01.002
- Номер тома по ГИ — 11
- Выпуск по ГИ — 1